# Суботіна Антоніна Іванівна
Антоніна Іванівна Суботіна (15 квітня 1924, Балаково — 20 вересня 2013) — українська скульпторка; член Київської організації спілки радянських художників України з 1959 року. Дружина художника Володимира Костецького.

## Біографія
Народилася 15 квітня 1924 року в місті Балакові (нині Саратовська область, Росія). 1953 року закінчила Київський художній інститут.
Мешкала у Києві в будинку на провулку Івана Мар'яненка, № 14, квартира № 29.Мала дочку Ольгу,1955 року народження, яка стала художницею. Померла від інсульту 20 вересня 2013 року. Похована у Києві на Байковому кладовищі, поруч з чоловіком.На їхніх могилах відсутні надгробні пам‘ятники. .

## Творчість
Працювала в галузі станкової скульптури. Серед робіт:
- «Біля самого синього моря» (1953);
- «Дівчинка, яка сміється» (1953);
- «Хлопчик на ковзанах» (1954);
- «Сніжок» (1954);
- «Чоловічий портрет» (1961).

Брала участь у республіканських виставках з 1954 року.